# Памятник Примакову (Киев)
Памятник-бюст Примакову — ныне не существующий монумент в Киеве, установленный в честь советского военного деятеля, организатора и руководителя отрядов Красного казачества во время гражданской войны, комкора В. М. Примакова (18.12.1897 — 12.6.1937).
Был установлен в 1970 году недалеко от Моста Патона на перекрёстке главной и поперечной аллей Наводницкого парка (Парк им. В. М. Примакова), обращён к Набережному шоссе (Печерский район Киева).
Авторы — скульптор Ф. А. Коцюбинский, архитектор И. Л. Шмульсон.
Высота бюста — 0,6 м, пьедестала — 3,5 м.
Бронзовый бюст В. Примакова установлен на трёхступенчатом постаменте из необработанного серого гранита. В правой верхней части лицевой стороны постамента на частично отполированной поверхности надпись накладными бронзовыми буквами - имя и даты жизни деятеля. Скульптурный портрет военачальника воспроизводит внешние черты и волевой характер, подчеркнутый энергичным поворотом головы вправо, что вместе с деталями одежды (барашковая шапка на затылке, башлык, лежащий на плечах) и низким срезом плеч, выступающие над постаментом, придают образу эмоционально-романтический характер. Выразительности памятника способствует сопоставление реалистической пластики портрета и необработанной поверхности постамента.
Демонтирован в связи с декоммунизацией в 2016 году.